# 大槻ケンヂのオールナイトニッポン
『大槻ケンヂのオールナイトニッポン』（おおつきケンヂのオールナイトニッポン）は、ニッポン放送制作の深夜放送、オールナイトニッポンで放送されていたラジオ番組である。

## 概要
メインパーソナリティは筋肉少女帯のボーカル、大槻ケンヂ。水曜1部時代にはその筋肉少女帯のベーシストで大槻とは中学生時代からの同級生、内田雄一郎もレギュラー出演していた頃があった。1988年6月21日にメジャーデビューしたばかりの筋肉少女帯であったが、それから3か月あまりでのいきなりのオールナイトニッポン第1部抜擢は大槻自身も驚きのことだったという。当初はプレッシャーからか、水曜1部時代第1回のオープニングでは「あー俺は何でこんな所にいるんだ！」「今日は、あの、あれだよ？俺は誰だよ？ああ、そうだった大槻だ！」などと焦りや不安などいっぱいいっぱいな感じがする喋りや「今日から始まる番組はあれだ、『大槻ケンヂの温泉がぶり寄り』あー違う！『大槻ケンヂのセイ!ヤング』あー違う！『ラッシャー木村のオールナイトニッポン』！」とボケネタを連発。そして放送開始前にブロンを一気飲みした他、酒を飲んで放送したことがあると「オールナイトニッポン30年史」のインタビューで語っていた。
放送開始当時は1988年ソウルオリンピックが閉幕した直後の頃で、その話題性に目を付け「がんばれニッポン」企画が動き出し、1988年10月12日の第2回目の放送にしていきなり、そのソウルオリンピックの体操競技で銅メダルを獲得する活躍を見せ話題となった池谷幸雄、西川大輔の2人に当時在学していた清風高校に出向いて直撃インタビューを行い、本番組も話題となっていった。同企画では第2弾として同年11月30日にアーティスティックスイミングで銅メダルを獲得した小谷実可子、田中京もゲスト出演している。そういった話題作りもあって、当時月刊誌『ラジオパラダイス』（三才ブックス）のパーソナリティ人気投票では最高10位、番組人気投票では最高9位という所まで上り詰める活躍ぶりだったが、水曜1部は半年で終了となってしまう。なお、水曜1部時代はすぐ後の水曜2部『伊集院光のオールナイトニッポン』、ニッポン放送においてすぐ前の時間に放送され、水曜日のコーナーで“おバカ企画”といわれた「ヘビメタ歌謡選手権」をやっていた『上柳昌彦のぽっぷん王国』と合わせて「バカばっかりの水曜日隊」と言われていたこともあった。『伊集院光のオールナイトニッポン』とは1989年3月29日に1部・2部を通して「ボヨヨン・フェスタ'89 in 銀スタ」をニッポン放送銀河スタジオから4時間生放送している。
1989年10月から9か月間放送されていた『大槻ケンヂのセニョール!セニョリータ!』を挟み、1990年6月4日から約1年2か月ぶりに月曜1部で「オールナイトニッポン」に復帰。月曜1部時代は「オッパイメン」の替え歌などを前面に押しながら、大物ゲストを多く迎えての放送を展開していた。
エンディング曲はエマーソン・レイク・アンド・パーマーの「Lucky Man」。大槻本人の意向で毎回かけられており、月曜1部最終回に曲紹介がされた。
2010年5月21日深夜3時に『大槻ケンヂのオールナイトニッポンR』。2012年5月25日夜10時に『大槻ケンヂのオールナイトニッポンGOLD』としてそれぞれ一夜限りの復活を果たした。

## 放送時間
- 1988年10月5日 - 1989年4月5日 水曜1部 深夜25:00 - 27:00
- 1990年6月4日 - 1991年10月7日 月曜1部 深夜25:00 - 27:00

## 主なコーナー、企画

### 水曜1部時代
ボヨヨンロック替え歌
水曜1部時代の目玉的なコーナー。『ボヨヨンロック』は本番組（水曜1部）終了後の1989年4月19日に大槻、内田のスペシャルユニット「まんが道」の名義でシングルCDとしてリリースされた。ちなみに「ボヨヨン」とは大槻的に言って“普通の状態”のこと。ハイテンションの時は「ニコニコ」、テンションが下がる時は「オロロン」、それらの全てを超越した状態の時は「バカボン」と言っていた。
大槻デンスケ只今参上
リスナーからの指令に従い、大槻がデンスケ（携帯型録音機）を担いで様々な所にインタビュー、取材に出向いていた。
モミモミテレホン
主に女性リスナーに電話をつないで、エッチなことを言わせていたコーナー。後に「午前2時のシンデレラ」と改題。
真夜中の声ずもう
2人のリスナーと電話をつなぎ、約10秒間大声を上げさせて対決させていた。
リッチ大槻とオラクル後藤の占い対決
悩みごとのあるリスナーと電話をつなぎ、大槻が“ギター占い師・リッチ大槻”に扮し、ハープ占い師のオラクル後藤と一緒にその回答を出していた。
ケンさんのコーナー
ホモにまつわる体験を募集していた。
空手バカボン一代
世の中のとんでもないものや変わった人物、事柄を紹介していたコーナー。
人の噂も75日
有名人にまつわる様々な変な噂、またはそのネタを紹介。
ルミ子のダンナ
有名人の関係者、または私物などになりきって「こういうことをされた」などの“体験談”ネタを募集していた。当時小柳ルミ子と大澄賢也の年齢13歳差結婚が話題になっていたことから出来たコーナー。
猟奇の話
リスナーから幽体離脱体験など、奇妙な話、怖い話、心霊にまつわる話などを募集し、大槻が声のトーンを落としてはがきを読み、トークをしていた。当時オールナイトニッポンには「怖い話をすると番組が終了する」というジンクスがあり、それに挑戦していたとのことだったが結果としてはそのジンクスに引っ掛かることとなった。
ケンドン!
タイトルは「欽ドン!」のもじり。
Hの2乗
大友康平さんコーナー
HOUND DOGの大友康平のような人を紹介するコーナー（例：「サンキュー」の後に「ヨンキュー」と言う）。
電話でマンダム
リスナーと電話をつなぎ、チャールズ・ブロンソンが出演していた当時のマンダムのCMのように、大槻が「う～ん」と言った後にリスナーが「マンダ～ム」と返す掛け合いを行っていたコーナー（「ミャンダァ～ム」と言うことが多かった）。「マンダム」は当時、大槻がライブのMCでもよく発していたセリフでもあった。
日本のロック大図鑑
日本のロックミュージシャンの紹介、及びロックミュージシャンのゲストコーナー。メジャーデビュー直前のX（エックス）をゲストに迎えた時に「“バツ”だー！」と言って紹介したことがある。
岩田麻里、むっふんべろべろ事件
1989年3月29日の「ボヨヨン・フェスタ'89in銀スタ」が、初めての全国ネットのラジオ番組出演だった岩田は、本番前に広島の実家や友人などに「オールナイトニッポンに出演する」という電話をし、極度に緊張していた。そんな岩田に、大槻は自己紹介のツカミとして、うのせけんいちのマンガのギャグである「むっふんべろべろ」というセリフを伝授。大槻に「ウケるよ」と言われた岩田は、オープニングの自己紹介の際、ハイテンションで「むっふんべろべろだよ！」と言ったが、初の公開生放送で、同じく緊張していた大槻は、岩田が発したギャグを一切拾わずスルーした。また、銀河スタジオに居たリスナー達もうのせけんいちを知らなかったために、岩田はただ「ワケのわからないことを言っている人」になってしまう。ちなみに「ボヨヨン・フェスタ'89in銀スタ」は深夜1時から4時間の生放送だったが、全国ネットだったのは、深夜3時まで（「オールナイト1部」）であり、岩田が１部である時間帯に発した言葉は、その「むっふんべろべろ」のみであった。大槻は、翌週の放送で、このエピソードを笑い話として披露し、岩田に謝罪した。

### 月曜1部時代
地球防衛軍
かっちょいい曲のコーナー
リスナーより珍曲を募集し、その中から二曲を紹介するコーナー。勝ち抜き戦方式で、翌週には勝ち抜いた曲にさらに勝る「かっちょいい曲」を募集するという主旨だった。左とん平「とん平のヘイ・ユウブルース」、杉良太郎「君は人のために死ねるか」、山崎ハコ「呪い」などの楽曲がここで発掘され、のちの再評価へと繋がった。その他紹介された曲には「宇宙猿人ゴリなのだ」「キックの鬼」「なんとなくクリスタル」「戦えジャイアント馬場」等がある。少年時代のDJ OZMAがリスナーとしてハガキを投稿していたことをインタビューで語っている。
新・一週間の歌
世紀末の予兆
アストロ語講座
オッパイメンのコーナー
大槻が習いたてのアコースティックギター片手に作曲した「オッパイマン(メン)の歌」から発展しコーナー化したもの。当初は方向が定まっておらず、リスナーから「私はオッパイマンを○○で目撃した」等の妄想ネタハガキなどが届いたが、後にリスナーがアレンジやリミックスしたオリジナルの「オッパイマンの歌」を送って貰うといった主旨のコーナーへと変貌した。ここで生まれた傑作は「校内放送でオンエアしその様子を番組宛にレポートする」ことを条件に100枚限定でシングルCD化され、リスナーへとプレゼントされた（後に追加で500枚プレゼントされた）。
これを演奏したバンドは「劇男一世風靡」から派生したグループ「一世風靡セピア」になぞらえ「筋肉少女帯セピア」の名が与えられたが、あまりの内容のバカバカしさに大槻が途中から恥ずかしくなってしまい、筋肉少女帯の名は剥奪され「セピア」だけにされてしまった。なお、大槻のオリジナル版「オッパイマン」は、のちにディープ・パープルの「スモーク・オン・ザ・ウォーター」からパクったフレーズを編集で差し引いて「対自核自己カヴァー」のボーナストラックに収録された。
DJ甲子園
兄貴テレホン
オーケンのええじゃないか
真夜中のアストロ語講座
青春の殺人者
ATG配給で水谷豊主演の日本映画『青春の殺人者』に由来する企画で、ある青年がふとしたことから両親を殺害してしまうという映画のストーリーに因んで、リスナーの青春殺人体験談(もちろん妄想である)を送ってもらうコーナー。ハガキを読み進めるうちに内容が危ない方向に及ぶとなぜか天知茂の歌う『昭和ブルース』(『非情のライセンス』EDテーマ)が流れて遮るというパターンだった。
ビクビクして生きろ
ドリカムをぶっつぶせ
当時裏番組としてDREAMS COME TRUE(ドリカム)の中村正人が担当していたTOKYO FMの生番組『スーパーFMマガジン 中村正人のNORU SORU』に宛てつけたコーナー。ドリカムを筋少のライバルと語る大槻が、リスナーからどうやってドリカムをぶっつぶすのか、その方法を募集した。これを聞きつけた『NORU SORU』側も対抗して大槻に関する同様のコーナーを開始。最終的には生放送中にTOKYO FMのスタジオからニッポン放送のスタジオへと電話が入り、二局を挟んで同時間帯に裏番組同士が交流するという、異例の展開へと発展した。そして月曜1部最終回放送の時に中村からの「わが親愛なる大槻ケンヂ様へ」という内容の手紙が紹介され、その手紙は「ドリカムと筋少でライブバトルをやりましょう」と締めくくられていたが、いまだにそのライブは実現していない。
リチャードと遊ぼう
大槻がフランスのピアニストであるリチャード・クレイダーマンと卑猥な行為に及ぶという妄想コント的なコーナー。
人間失格
バンドブームが冷めてきた当時、必死にプッシュしていた筋肉少女帯のシングル「踊るダメ人間」に絡めたコーナー。
バンドださいぜ!
同じくバンドブームが沈静化を見せ始めた頃に始まった自虐的コーナー。タイトルは当時の音楽雑誌『バンドやろうぜ』に因んだ物。
精神電波
番組中に大槻が発信する精神電波をリスナーが受信し、その内容を送ってもらうという内容のコーナー。ただしリアクションがほとんど無く、忘れた頃に一通だけハガキが届いたという結果だった。

## ゲスト
| 水曜1部時代 - 池谷幸雄 （1988年10月12日） - 西川大輔 （同上） - サンプラザ中野 （爆風スランプ、1988年11月23日） - 小谷実可子 （1988年11月30日） - 田中京 （同上） - 筋肉少女帯 （21期メンバー、1988年12月21日） - ラフィンノーズ （1989年1月4日） - サンプラザ中野、パッパラー河合 （爆風スランプ、同上） - YOSHIKI、TOSHI （X、1989年1月18日） - KATZE （1989年1月25日） - 宮田和弥、森純太 （JUN SKY WALKER(S)、1989年2月8日） - PERSONZ （1989年2月15日） - 筋肉少女帯 （22期メンバー、1989年2月22日） - GO-BANG'S （1989年3月22日） - JUN SKY WALKER(S)☆ （1989年3月29日） - アンジー☆ （同上） - GO-BANG'S☆ （同上） - 岩田麻里☆ （同上） - 冴島奈緒☆ （同上） （☆ - 「ボヨヨン・フェスタ'89in銀スタ」でのゲスト出演） | 月曜1部時代 - TOSHI （X、1990年6月11日） - 小泉今日子 （1990年6月18日） - キューティー鈴木、池田貴族 （1990年7月2日） - KoREDS、PIE （AURA、1990年7月16日） - 吉田栄作、杉本彩、氏神一番 （1990年8月20日） - TAKU （FUSE）、内田雄一郎 （1990年9月17日） - リック・ニールセン （チープ・トリック、1990年10月1日） - 山崎ハコ （1990年10月8日） - みうらじゅん （1990年10月15日） - 松任谷由実 （1990年11月5日） - 伊集院光 （1990年11月12日） - アーノルド・シュワルツェネッガー （1990年11月26日） - ラッキィ池田、塚越孝 （1990年12月17日） - YOU、山崎ハコ、伊集院光 （1991年1月7日） - 柴田恭兵 （1991年1月14日） - 岡部まり （1991年1月21日） - 獣神サンダー・ライガー （1991年2月4日） - たま （1991年2月11日） - 森若香織 （1991年2月18日） - 高田延彦、山崎一夫 （1991年3月25日） - KAN （1991年4月8日） - 西城秀樹 （1991年4月15日） - 宍戸留美 （1991年5月13日） - 櫻井敦司 （BUCK-TICK、1991年6月10日） - 森口博子 （1991年6月17日） - 森高千里 （1991年6月24日） - 東京パフォーマンスドール （1991年7月1日） - 本田美奈子 （1991年7月8日） - 近田春夫 （1991年7月15日） - 鈴木雄人 （ブラボー、1991年7月29日） - 大仁田厚 （1991年8月12日） - SHO （BY-SEXUAL、1991年9月23日） |

## 備考
- 大槻は、水曜1部に登場した1988年10月当時の知名度や認知度はまだ低かったこともあって、前番組『小泉今日子のオールナイトニッポン』の最終回で小泉今日子も「来週からは、筋肉少女帯の大槻ケンヂさんという人が担当します」と、大槻のことを良く知らない状況で告知したほどだった[1]。
- 水曜1部時代の裏番組では、当時TBSラジオの『スーパーギャング・コサキン無理矢理100%』が大きな人気を誇っていた。そのコサキンの構成作家の楠野一郎は、改編ごとにコサキンの裏番組で新番組がスタートするたびに偵察としてその裏番組の聴取をしており、この番組も試しに聴いていた。そして後日、小堺一機と関根勤の二人からどうだったと訊かれた時に「ボヨヨンボヨヨンとか言ってて、ただのキチガイだから大丈夫です」と答えたという[1]。
- 膳場貴子は、受験生時代などでこの番組にはがきを送ったほどの熱心なリスナーだった[1]。